# Vasîlkî, Borîspil
Vasîlkî (în ucraineană Васильки) este un sat în comuna Stare din raionul Borîspil, regiunea Kiev, Ucraina.

## Demografie
Componența lingvistică a localității Vasîlkî
     Ucraineană (96,3%)
     Rusă (3,33%)
     Alte limbi (0,37%)
Conform recensământului din 2001, majoritatea populației localității Vasîlkî era vorbitoare de ucraineană (96,3%), existând în minoritate și vorbitori de rusă (3,33%).